# Allgemeines lineares Modell
In der Statistik ist das allgemeine lineare Modell (ALM bzw. englisch general linear model, kurz: GLM), auch multivariates lineares Modell (englisch multivariate linear model) ein lineares Modell, bei der die abhängige Variable {\displaystyle Y} nicht ein einzelner Wert (Skalar), sondern ein Vektor ist. In diesem Fall wird ebenfalls konditionierte Linearität {\displaystyle \operatorname {E} (\mathbf {y} \mid \mathbf {X} )=\mathbf {X} \mathbf {B} } wie beim klassischen Modell der linearen Mehrfachregression angenommen, aber mit einer Matrix {\displaystyle \mathbf {B} }, die den Vektor {\displaystyle {\boldsymbol {\beta }}} des klassischen Modells der linearen Mehrfachregression ersetzt. Multivariate Pendants zu der gewöhnlichen Methode der kleinsten Quadrate und zu der verallgemeinerten Methode der kleinsten Quadrate wurden entwickelt.
Das allgemeine lineare Modell sollte nicht mit dem multiplen linearen Regressionsmodell verwechselt werden, da dies (wenn auch nur selten) ebenfalls als allgemeines lineares Modell bezeichnet wird. Ebenso sind allgemeine lineare Modelle nicht mit verallgemeinerten linearen Modellen zu verwechseln, dessen natürliche englische Abkürzung ebenfalls GLM ist, aber im Gegensatz zu allgemeinen linearen Modellen nicht von der Voraussetzung einer normalverteilten Antwortvariablen ausgehen.

## Modellbeschreibung
Grundvoraussetzung für die Anwendung solcher Modelle in der statistischen Praxis ist die Annahme, dass ein linearer Zusammenhang zwischen den beobachteten Daten und den bekannten Einflussvariablen besteht.
Damit solche Modelle überhaupt statistisch beobachtet werden können, wird zusätzlich angenommen, dass die Daten nicht direkt beobachtet werden können, sondern mit Fehlern behaftet sind. Im Gegensatz zur multiplen linearen Regression liegen beim allgemeinen linearen Model für jede Beobachtung {\displaystyle i} {\displaystyle (i=1,\dots ,n)} {\displaystyle r} viele {\displaystyle y}-Werte vor, so dass statt eines Vektors eine {\displaystyle n\times r}-Matrix {\displaystyle \mathbf {Y} } vorliegt. Formal lassen sich allgemeine lineare Modelle dann durch Matrixgleichungen der Form
{\displaystyle \mathbf {Y} =\mathbf {X} \mathbf {B} +\mathbf {U} }
darstellen.